# Saunders-Roe SR.53

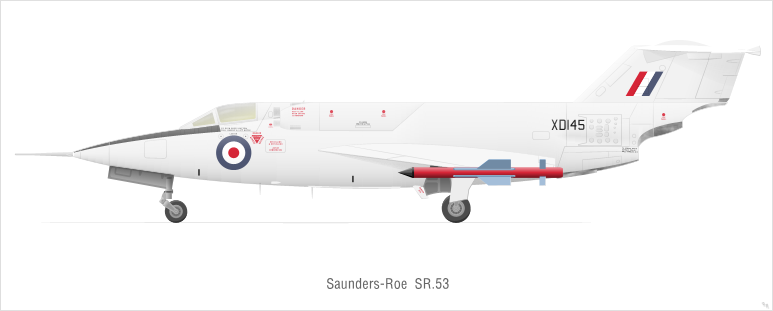
Profilzeichnung der Saro SR.53

Die Saunders-Roe SR.53 war ein Experimentalflugzeug des britischen Herstellers Saunders-Roe aus den 1950er Jahren.

## Geschichte
Mit Beginn des Überschallzeitalters Mitte der 1950er Jahre bemühten sich zahlreiche renommierte Flugzeugfirmen, Projekte für Überschalljagdflugzeuge vorzulegen. Eines davon war die P.177 von Saunders-Roe, bei der auch über eine Beteiligung der wieder entstehenden deutschen Luftfahrtindustrie nachgedacht wurde.
Zunächst baute Saro aber das Versuchsflugzeug SR.53, um sowohl die für einen Abfangjäger erforderlichen Triebwerke als auch die zweckmäßigste Zellenauslegung zu erproben. Man hatte sich für einen Mischantrieb im Heck mit einem oben liegenden Strahl- und einem darunter liegenden Raketentriebwerk entschieden, da einerseits noch nicht ausreichend leistungsfähige Strahltriebwerke zur Verfügung standen, andererseits durch den Raketenantrieb eine hohe Steiggeschwindigkeit für Abfangeinsätze möglich wurde.
Am 16. Mai 1957 absolvierte der Deltaflügler mit der RAF-Seriennummer XD145 seinen Erstflug, welcher wie die Erprobung zunächst erfolgversprechend verlief. Bei den weiteren Flügen erhielt die Maschine zu Demonstrationszwecken zwei Firestreak-Lenkraketen an den Flügelenden, so dass bereits von einem einsatzfähigen Muster gesprochen werden konnte. Der zweite Prototyp (XD151) wurde am 5. Juni 1958 zerstört. Der Testpilot John Booth hatte aus unbekannten Gründen beim Start das Raketentriebwerk abgeschaltet und den Bremsschirm aktiviert. Das Flugzeug kam von der Startbahn ab, prallte gegen einen Scheinwerfermast und explodierte. Booth kam bei dem Unfall ums Leben. Wegen der ungeklärten weiteren Finanzierung wurden alle Arbeiten an dem Projekt eingestellt. Der erste Prototyp blieb erhalten und ist im Aerospace Museum RAF Cosford ausgestellt.

## Technische Daten
| Kenngröße              | Saunders-Roe SR.53                                                                             |
| ---------------------- | ---------------------------------------------------------------------------------------------- |
| Besatzung              | 1                                                                                              |
| Länge                  | 13,61 m                                                                                        |
| Spannweite             | 7,65 m                                                                                         |
| Höhe                   | 3,30 m                                                                                         |
| Flügelfläche           | 24,45 m²                                                                                       |
| Flügelstreckung        | 2,4                                                                                            |
| Flügelpfeilung         | 40°                                                                                            |
| Leermasse              | 3168 kg                                                                                        |
| max. Startmasse        | 8618 kg                                                                                        |
| Triebwerke             | 1 TL Armstrong-Siddeley Viper ASV-8, 710 kp; 1 Raketentriebwerk De Havilland Spectre, 3.560 kp |
| Höchstgeschwindigkeit  | 1530 km/h                                                                                      |
| Steigzeit auf 15.250 m | 2 min                                                                                          |
| Gipfelhöhe             | 15.250 m                                                                                       |
| Flugdauer              | 30 min                                                                                         |
| Bewaffnung             | 2 Firestreak-Luft-Luft-Lenkraketen                                                             |